# Willem Johan Cornelis Huyssen van Kattendijke

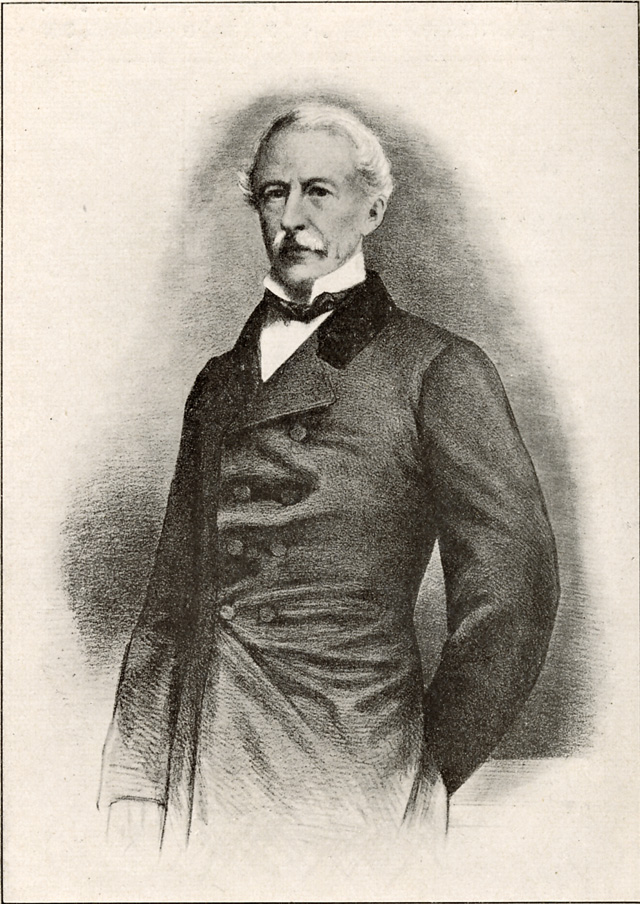
Willem Johan Cornelis Huyssen van Kattendijke

Willem Johan Cornelis ridder Huyssen van Kattendijke (* 22. Januar 1816 in Den Haag; † 6. Februar 1866 ebenda) war ein niederländischer Seeoffizier und liberaler Politiker, der unter anderem 1856 ein in den Niederlanden gebautes Dampfschiff ins Japanische Kaiserreich brachte, um dort bis 1859 mit seinen Offizieren Angehörige der Kaiserlich Japanischen Marine in Meereskunde zu unterrichten. Im Kabinett Van Zuylen van Nijevelt/Van Heemstra sowie im Kabinett Thorbecke II war er 1861 bis zu seinem Tode 1866 Marineminister sowie 1864 kurzzeitig auch kommissarischer Außenminister.

## Leben

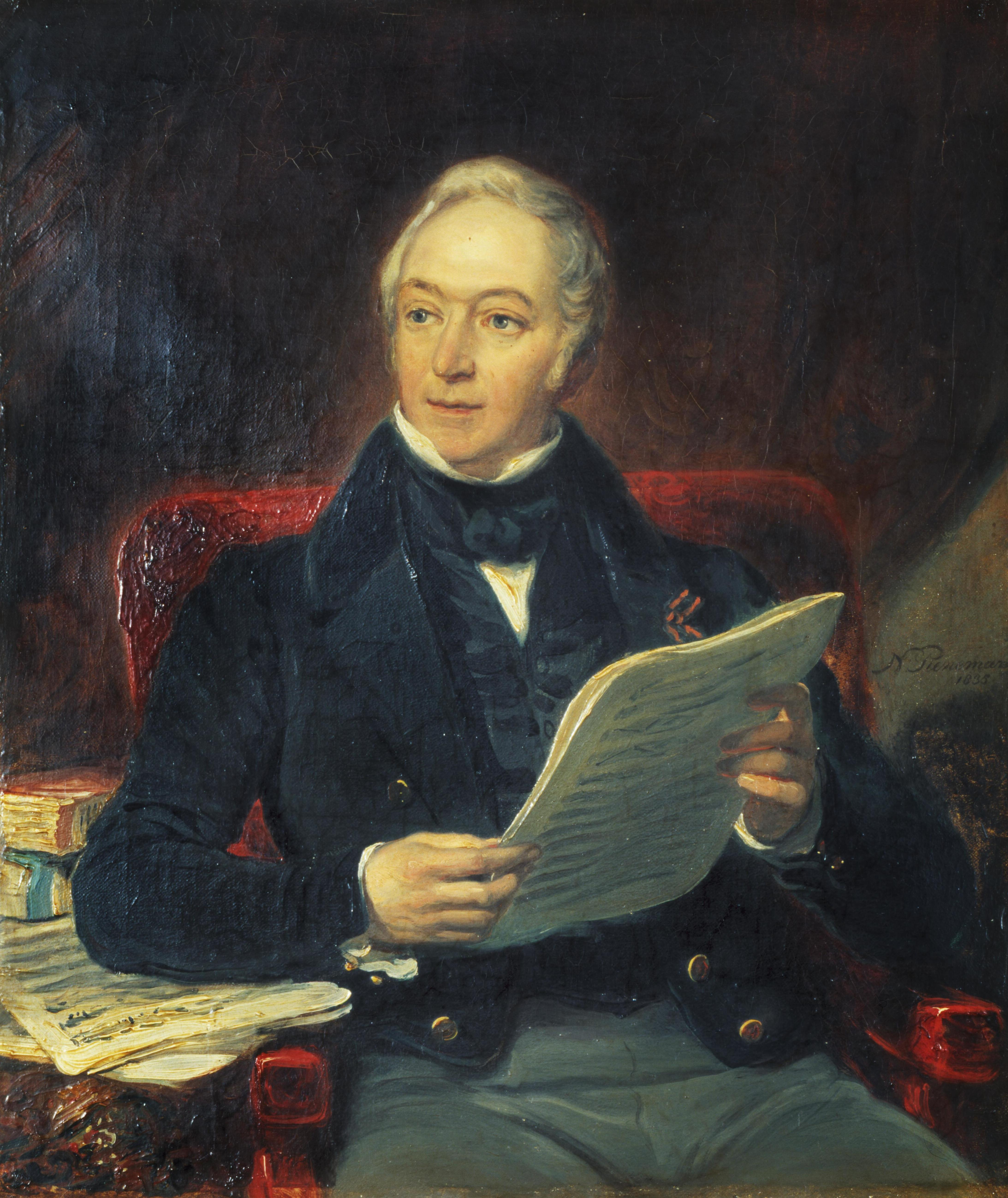
Johan Willem Huyssen van Kattendijke, der Vater von Willem Johan Cornelis Huyssen van Kattendijke, war ebenfalls Außenminister.

Willem Johan Cornelis ridder Huyssen van Kattendijke war der Sohn von Johan Willem baron Huyssen van Kattendijke (1782–1854), der zwischen 1841 und 1843 ebenfalls Außenminister war, sowie ein Enkel von Willem Jacob Huyssen van Kattendijke (1758–1826), der mehrere Jahre Mitglied der Zweiten Kammer der Generalstaaten war. Nach dem Tode der Mutter am 11. Juli 1826 wurde er als Zehnjähriger Halbwaise und absolvierte eine Ausbildung zum Seeoffizier in der Koninklijke Marine und unternahm zwischen 1836 und 1838 mit Prinz Heinrich von Oranien-Nassau eine Schiffsreise nach Niederländisch-Ostindiens, wo beide sieben Monate blieben. Er wurde 1839 zum Oberleutnant zur See (Luitenant-ter-zee tweede klasse) befördert. Er diente zwischen dem 1. November 1849 und Januar 1851 als Ordonnanzoffizier von König Wilhelm III. und war nach seiner Beförderung zum Korvettenkapitän (Luitenant-ter-zee eerste klasse)  von Januar 1851 bis 1853 Kommandant des in den Gewässern Niederländisch-Ostindiens eingesetzten Schoners Zr. Ms. „Aruba“, ehe er im April 1854 zum Mitglied der Prüfungskommission für Seeoffiziere und Seekadetten wurde. 1856 wurde er mit der Verlegung einer Dampfkorvette ins Japanisches Kaiserreich von 1856 beauftragt und war nach der dortigen Ankunft mit seinen Offizieren im Marinetrainingszentrum Nagasaki von Januar 1858 bis 1859 für den Unterricht von Angehörigen der Kaiserlich Japanischen Marine in Meereskunde verantwortlich, wobei er während dieser Verwendung am 1. Mai 1858 seine Beförderung zum Fregattenkapitän (Kapitein-luitenant-ter-zee) erhielt.
Durch königlichen Erlass vom 12. März 1861 Huyssen van Kattendijke mit Wirkung zum 14. März 1861 zum Marineminister(Minister van Marine) im Kabinett Van Zuylen van Nijevelt/Van Heemstra ernannt und bekleidete dieses Amt vom 1. Februar 1862 bis zu seinem Tode am 6. Februar 1866 auch im Kabinett Thorbecke II, woraufhin Kriegsminister Johan Wilhelm Blanken kommissarischer Marineminister wurde. Nach dem Rücktritt von Paul Therèse van der Maesen de Sombreff fungierte er zudem vom 2. Januar 1864 bis zu seiner Ablösung durch Eppo Cremers am 15. März 1864 als kommissarischer Außenminister (Minister van Buitenlandse Zaken ad interim) im zweiten Kabinett Thorbecke.
Willem Johan Cornelis ridder Huyssen van Kattendijke war seit 1842 mit Gustavine Otteline Frédérique Sophie barones van Nagell (1822–1883) verheiratet, einer Enkelin von Anne Willem Carel van Nagell (1756–1851), der zwischen 1815 und 1824 ebenfalls Außenminister war. Durch seine Frau war er zudem mit Generalleutnant Menno David van Limburg Stirum (1807–1891) verwandt, der zwischen 1872 und 1873 das Amt des Kriegsministers bekleidete.

## Veröffentlichung
- Met Prins Hendrik naar de Oost. De reis van W.J.C. Huyssen van Kattendijke naar Nederlands-Indië, 1836–1838, Nachdruck Walburg Pers, Zutphen 2004